# Камподарсего
Камподарсего, Камподарсеґо (італ. Campodarsego, вен. Canpodarsego) — муніципалітет в Італії, у регіоні Венето, провінція Падуя.
Камподарсего розташоване на відстані близько 410 км на північ від Рима, 34 км на захід від Венеції, 11 км на північ від Падуї.
Населення — 14 608 осіб (2014).
Щорічний фестиваль відбувається 11 листопада. Покровитель — святий Мартин.

## Демографія
Населення за роками:

Станом на 1 січня 2023 року в муніципалітеті офіційно проживало 1512 іноземців з 60 країн, серед них 768 громадян країн Євросоюзу та 25 громадян України.

## Сусідні муніципалітети
- Боргорикко
- Кадонеге
- Сан-Джорджо-делле-Пертіке
- Вігодарцере
- Вігонца
- Вілланова-ді-Кампозамп'єро